# Zouzou
Danièle Jacqueline Élisa Ciarlet, conocida como Zouzou, es una actriz, cantante y exmodelo de origen francés y argelino nacida el 29 de noviembre de 1943 en Blida, ciudad y comuna de Argelia. Es destacada como un icono de los años 1960 y 1970, por su participación en la televisión y sus canciones de estilo yeyé.
Zouzou es conocida también por su personaje de Chloé en la película "L'Amour l'après-midi" (Literalmente: El amor tras el mediodía, aunque se traduce como Amor por la tarde) de Éric Rohmer, una comedia dramática de 1972. Una de sus canciones más reconocidas fue "Ne cherche pas" (No trates) y "Il est parti comme il était venu" (se fue como había llegado), ambos de 1966 y lanzado bajo la discográfica Disques Vogue.
Además, durante su juventud, mantuvo relaciones intimas con estrellas profesionales como Gerard Roboly, Dave Davies, Brian Jones, Jean-Paul Goude, Michel Taittinger, e incluso su noviazgo con Jack Nicholson.

## Filmografía
- 1961 : Les Démons de minuit dirigida por  Marc Allégret : personaje recurrente
- 1962 : Comme un poisson dans l'eau de André Michel : Martine-Sylvine
- 1963 : Hitler, connais pas de Bertrand Blier : elle-même
- 1966 : La Pomme ou l’histoire d’une histoire, cortometraje de Charles Matton
- 1966 : Les Sultans de Jean Delannoy : bailarina
- 1967 : Le Désordre à vingt ans, documental de Jacques Baratier : ella misma
- 1968 : Marie pour mémoire de Philippe Garrel : Marie
- 1968 : Jojo ne veut pas montrer ses pieds, cortometraje de Dennis Berry
- 1968 : La Concentration de Philippe Garrel
- 1970 : Le Lit de la Vierge de Philippe Garrel : la Virgen Maria / Maria Magdalena
- 1972 : Le Boxeur, cortometraje de Dennis Berry
- 1972 : Renaissance, cortometraje de Yvan Lagrange
- 1972 : L'Amour l'après-midi de Éric Rohmer : Chloé
- 1974 : S*P*Y*S* de Irvin Kershner : Sybil
- 1975 : Lily aime-moi de Maurice Dugowson : Lily
- 1975 : L'important c'est d'aimer de Andrzej Zulawski
- 1976 : La Dernière Femme de Marco Ferreri : Gabrielle
- 1976 : Les Lolos de Lola de Bernard Dubois : Marie-France
- 1977 : Les Apprentis Sorciers de Edgardo Cozarinsky : Clara
- 1977 : Rendez-vous en noir, de Claude Grinberg
- 1978 : Le Bleu des origines de Philippe Garrel
- 1979 : Histoires de voyous : La Belle affaire, película de televisión de Pierre Arago : Zizi
- 1980 : Certaines nouvelles de Jacques Davila : la chica joven
- 1987 : Qui c'est ce garçon ?, miniserie de Nadine Trintignant : la concierge
- 1987 : La Tricheusee, película de televisión de Joyce Buñuel : Perrine
- 1999 : Zanzibar à Saint-Sulpice, cortometraje de Gérard Courant : ella misma
- 1999 : Cinématon de Gérard Courant : ella misma
- 1999 : Derrière la nuit, de Gérard Courant : ella misma
- 2003 : Un signe d'hiver, cortometraje de Jean-Claude Moireau : hotelera
- 2003 : Zouzou, l'héroïne de Christian Mouzet y Jean-Michel Le Saux : ella misma
- 2004 : Zouzou, l'envers de la star : elle-même
- 2005 : Les Contes secrets ou les rohmériens, documental de Marie Binet : ella misma
- 2005 : Zouzou à Saint-Denis, de Gérard Courant : ella misma
- 2008 : Cherchez l'erreur, clip de la canción deDonovan de Jean-Christophe Polien : ella misma
- 2008 : Cherchez l'erreur, clip de sa chanson chantée avec Donovan de Jean-Christophe Polien : ella misma
- 2022 : L'Histoire française des Rolling Stones de Raphaëlle Baillot y Élise Le Bivic : ella misma.

- Datos: Q3576189
- Multimedia: Zouzou (actress) / Q3576189